# Vòng loại Giải vô địch bóng đá nữ châu Âu 2013 - Bảng 5
Vòng loại Giải vô địch bóng đá nữ châu Âu 2013 - Bảng 5 bao gồm năm đội tuyển thi đấu.

## Xếp hạng
|  | Đội giành vé dự Giải vô địch bóng đá nữ châu Âu 2013 |
|  | Đội thi đấu vòng play-off                            |

| Đội      | Tr | T | H | B | BT | BB | HS  | Đ  |
| -------- | -- | - | - | - | -- | -- | --- | -- |
| Phần Lan | 8  | 6 | 1 | 1 | 22 | 4  | +18 | 19 |
| Ukraina  | 8  | 5 | 1 | 2 | 18 | 4  | +14 | 16 |
| Belarus  | 8  | 4 | 1 | 3 | 10 | 17 | −7  | 13 |
| Slovakia | 8  | 3 | 1 | 4 | 8  | 7  | +1  | 10 |
| Estonia  | 8  | 0 | 0 | 8 | 5  | 31 | −26 | 0  |

## Kết quả
Giờ thi đấu là UTC+2.
| Belarus                           | 2 – 1    | Estonia    |
| --------------------------------- | -------- | ---------- |
| Novikova 31' · Aniskovtseva 45+1' | Chi tiết | Emajõe 71' |

| Estonia   | 1 – 4    | Ukraina                               |
| --------- | -------- | ------------------------------------- |
| Aarna 90' | Chi tiết | Djatel 2', 21' · Apanaschenko 9', 19' |

| Ukraina | 0 – 0    | Slovakia |
| ------- | -------- | -------- |
|         | Chi tiết |          |

| Phần Lan                                               | 6 – 0    | Estonia |
| ------------------------------------------------------ | -------- | ------- |
| Sällström 33', 62', 71' · Saari 48', 87' · Sjölund 55' | Chi tiết |         |

| Slovakia                            | 3 – 1    | Estonia |
| ----------------------------------- | -------- | ------- |
| Klechová 18', 45' · Škorvánková 27' | Chi tiết | Loo 4'  |

| Belarus              | 2 – 2    | Phần Lan           |
| -------------------- | -------- | ------------------ |
| Avkhimovich 42', 51' | Chi tiết | Sällström 15', 50' |

| Slovakia                                     | 3 – 0    | Belarus |
| -------------------------------------------- | -------- | ------- |
| Bojdová 52' · Klechová 71' · Bartovičová 89' | Chi tiết |         |

| Ukraina | 0 – 1    | Belarus         |
| ------- | -------- | --------------- |
|         | Chi tiết | Aniskovtseva 5' |

| Slovakia | 0 – 1    | Phần Lan              |
| -------- | -------- | --------------------- |
|          | Chi tiết | Kolenová 90+2' (l.n.) |

| Phần Lan                    | 2 – 0    | Slovakia |
| --------------------------- | -------- | -------- |
| Alanen 24' · Tolvanen 90+1' | Chi tiết |          |

| Ukraina                                             | 5 – 0    | Estonia |
| --------------------------------------------------- | -------- | ------- |
| Apanaschenko 18', 28', 70' · Pekur 30' · Chorna 33' | Chi tiết |         |

| Estonia                | 2 – 4    | Belarus                              |
| ---------------------- | -------- | ------------------------------------ |
| Aarna 49' · Õunpuu 59' | Chi tiết | Shramok 46', 63' · Buzunova 72', 87' |

| Ukraina       | 1 – 2    | Phần Lan         |
| ------------- | -------- | ---------------- |
| Khodyreva 69' | Chi tiết | Talonen 35', 85' |

| Phần Lan                                               | 4 – 0    | Belarus |
| ------------------------------------------------------ | -------- | ------- |
| Kukkonen 23' · Talonen 48' · Puranen 58' · Sjölund 61' | Chi tiết |         |

| Slovakia | 0 – 2    | Ukraina                    |
| -------- | -------- | -------------------------- |
|          | Chi tiết | Dyatel 16' · Romanenko 57' |

| Estonia | 0 – 2    | Slovakia                      |
| ------- | -------- | ----------------------------- |
|         | Chi tiết | Hmírová 24' · Škorvánková 47' |

| Estonia | 0 – 5    | Phần Lan                                               |
| ------- | -------- | ------------------------------------------------------ |
|         | Chi tiết | Puranen 7' · Talonen 13', 61', 77' · Saari 21' (ph.đ.) |

| Belarus | 0 – 5    | Ukraina                                                                     |
| ------- | -------- | --------------------------------------------------------------------------- |
|         | Chi tiết | Apanaschenko 28', 32' · Dyatel 57' · Vorontsova 65' · Khodyreva 81' (ph.đ.) |

| Belarus   | 1 – 0    | Slovakia |
| --------- | -------- | -------- |
| Shpak 54' | Chi tiết |          |

| Phần Lan | 0 – 1    | Ukraina   |
| -------- | -------- | --------- |
|          | Chi tiết | Pekur 71' |

## Cầu thủ ghi bàn
7 bàn
- Daryna Apanaschenko

6 bàn
- Sanna Talonen

5 bàn
- Linda Sällström

4 bàn
- Vera Djatel

3 bàn
- Maija Saari
- Veronika Klechová

2 bàn
| - Olga Aniskovtseva - Ekaterina Avkhimovich - Maria Buzunova - Tatyana Shramok | - Signy Aarna - Leena Puranen - Annica Sjölund - Dominika Škorvánková | - Olena Khodyreva - Lyudmyla Pekur |

1 bàn
| - Olga Novikova - Oksana Shpak - Liis Emajõe - Katrin Loo - Kethy Õunpuu | - Emmi Alanen - Annika Kukkonen - Marianna Tolvanen - Diana Bartovičová - Ivana Bojdová | - Patrícia Hmírová - Tetyana Chorna - Tetyana Romanenko - Daryna Vorontsova |

Phản lưới nhà
- Eva Kolenová (gặp Phần Lan)